# Zhou Rui
Zhou Rui (chiń. 周睿; ur. 5 października 1978) – chiński florecista, srebrny medalista mistrzostw świata.
Podczas mistrzostw świata w Hawanie w 2003 roku Chińczycy w składzie: Wang Haibin, Wu Hanxiong, Ye Chong i Zhou Rui zdobyli srebrny w zawodach drużynowych. W rywalizacji indywidualnej zajął tam 65. miejsce.
Wywalczył także złoty medale drużynowo na igrzyskach azjatyckich w Pusan w 2002 roku.
Nigdy nie wziął udziału w igrzyskach olimpijskich.